# 早発性痴呆
早発性痴呆（そうはつせいちほう、Dementia praecox）とは、支離滅裂な妄想の拡大による人格の崩壊をひきおこす進行性精神障害であり、かつてエミール・クレペリンによって提唱された疾病単位である。のちにオイゲン・ブロイラーは、早発性痴呆に変えてschizophrenia（スキゾフレニア、現：統合失調症）という用語を提唱することになる。躁うつ病（現：双極性障害）とともに内因性精神病の二大疾病単位を構成する。
クレペリンの分類体系において、破瓜病（エヴァルト・ヘッカーによる）、緊張病（カール・カールバウムによる）、妄想病という3疾病形態を抱合した。